# Galana
Galana est une entreprise énergétique opérant principalement à Madagascar . Elle fait partie du groupe français Rubis depuis 2017 . La société joue un rôle crucial dans la fourniture de divers produits énergétiques, allant des carburants aux solutions énergétiques alternatives.

## Produits et Services
- Carburants : Distribution de carburants pour le secteur automobile, industriel et maritime.
- Lubrifiants : Production et distribution de lubrifiants pour divers types de moteurs et équipements.
- Énergies Renouvelables : Développement de systèmes d'hybridation solaire, visant à promouvoir une utilisation plus durable de l'énergie.

## Infrastructure et Réseau
L'entreprise possède et gère plusieurs infrastructures clés, telles que :
- Stations-service : Un réseau étendu de stations-service réparties sur l'ensemble du territoire malgache.
- Jetée Pétrolière : Une installation dans le port de Toamasina, facilitant le stockage et la redistribution des hydrocarbures .